# Paralelo 1 S
O paralelo 1 S é um paralelo que está 1 grau sul do plano equatorial da Terra.
Este paralelo define a maior parte da fronteira Tanzânia-Uganda e um pequeno trecho da fronteira Quénia-Tanzânia.
Começando no Meridiano de Greenwich na direcção leste, o paralelo 1 S passa sucessivamente por:
| País, território ou mar        | Notas |
| ------------------------------ | --- |
| Oceano Atlântico               | |
| Gabão                          | |
| República do Congo             | |
| República Democrática do Congo | |
| Uganda                         | |
| Fronteira Tanzânia-Uganda      | Sobretudo no Lago Vitória |
| Fronteira Quénia-Tanzânia      | Trecho curto inteiramente no Lago Vitória |
| Quênia                         | |
| Somália                        | |
| Oceano Índico                  | Passa a sul do Atol Addu, Maldivas |
| Indonésia                      | Ilhas Siberut e Samatra |
| Estreito de Karimata           | |
| Indonésia                      | Ilhas Maya Karimata e Bornéu |
| Estreito de Macáçar            | |
| Indonésia                      | Ilha Celebes (1.º trecho) |
| Golfo de Tomini                | |
| Indonésia                      | Ilha Celebes (2.º trecho) |
| Mar das Molucas                | |
| Indonésia                      | Ilha Damar |
| Mar de Halmahera               | |
| Indonésia                      | Ilhas Salawati, Nova Guiné, Noemfoor e Biak |
| Oceano Pacífico                | Passa a norte dos atóis Pelleluhu e Heina, Papua-Nova Guiné · Passa a sul das Ilhas Kaniet, Papua-Nova Guiné · Passa a sul da Ilha Banaba, Kiribati · Passa entre os atóis de Nonouti e Tabiteuea, Kiribati |
| Equador                        | Ilha Isabela, nas Galápagos |
| Oceano Pacífico                | |
| Equador                        | |
| Peru                           | |
| Colômbia                       | |
| Brasil                         | Continente e ilhas Grande do Gurupá e Marajó |
| Oceano Atlântico               | |